# Rijsoord
Rijsoord est un ancien village et une ancienne commune, aujourd'hui un quartier de la ville néerlandaise de Ridderkerk, dans la province de la Hollande-Méridionale. Le 1er janvier 2006, Rijsoord comptait 1 359 habitants.

## Histoire
Rijsoord, encore officiellement orthographié Rijsoort au XIXe siècle, fut une commune indépendante jusqu'au 1er janvier 1846. À cette commune avaient été rattachées de 1812 à 1817 les communes de Heer Oudelands Ambacht, Kijfhoek, Sandelingen Ambacht et Strevelshoek. En 1846, Rijsoort fusionne avec Strevelshoek pour former la nouvelle commune de Rijsoort en Strevelshoek.

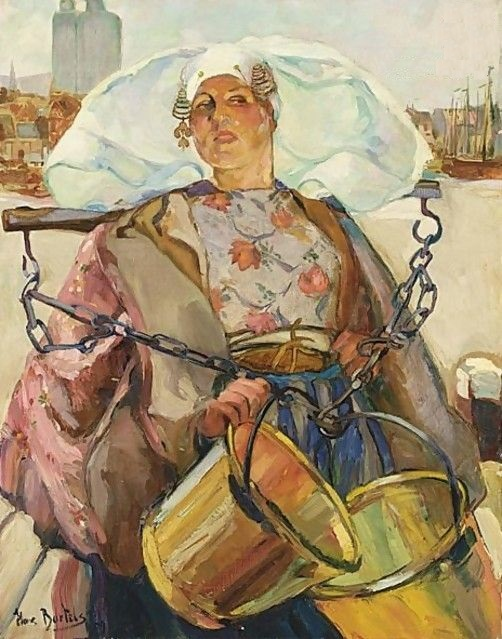
Pêcheuse de Rijsoord, Hans von Bartels, vers 1895.